# Polnica (struga)
Polnica – struga na Równinie Słupskiej, w powiecie koszalińskim, w województwie zachodniopomorskim o długości od 23 do 27,91 km.
Powierzchnia zlewni Polnicy wynosi 69,91 km².
Struga bierze swe źródło w okolicach osady Mirotki, skąd płynie na północny zachód i mija osadę Przytok. Dalej na północny zachód przy osadzie Trawica zmienia bieg na południowy zachód w kierunku miasta Sianów, gdzie przepływa przez centrum. Dalej za miastem biegnie w kierunku północno-zachodnim równolegle z rzeką Unieść, do której wpada w okolicach Unieskich Łąk. Unieść uchodzi do jeziora Jamno.
Nazwę Polnica wprowadzono urzędowo rozporządzeniem w 1948 roku, zastępując poprzednią niemiecką nazwę Polnitz.